# Stazione di Ischitella
La stazione di Ischitella è una stazione ferroviaria della Ferrovia San Severo-Peschici.
Serve i centri abitati di Ischitella, Foce Varano, Vico del Gargano, Lido del sole e Capojale.
È gestita da Ferrovie del Gargano.